# Bichmezzin
Koordinaten: 34° 19′ N, 35° 48′ O
Bichmezzin (arabisch بشمزين, DMG Bišmizzīn), auch Bishmizzine, Bishmezzine, Bechmezzine, Beshmizzine, Bishmezzine ist ein Dorf im Distrikt Koura im Nord-Libanon.

## Geschichte
Unter den Kreuzfahrern hieß der Ort  im 13. Jahrhundert Besmedin. Er lag an der Straße zwischen Batrun und Tripolis.
Ab 1220 ist Besmedin als Sitz einer eigenständigen Herrschaft als Lehen des Grafen von Tripolis belegt, das an eine Nebenlinie der Herren von Gibelet vergeben war. Wahrscheinlich errichteten die Kreuzfahrer eine Burg oder einen befestigten Herrensitz in Besmedin, allerdings sind heute keine Spuren eines solchen erhalten. 1289, als Tripolis von den Mamluken erobert wurde, räumten die Kreuzfahrer auch Besmedin.

### Herren von Besmedin
- Hugo von Besmedin (um 1220)
- Raimund von Besmedin (um 1253)
- Heinrich von Besmedin (bis 1289)